# Polystichum munitum
Espèce
Synonymes
- Aspidium munitum Kaulf.

Polystichum munitum, parfois nommé Polystic à épées, est une espèce de fougères de la famille des Dryopteridaceae. Elle est indigène de l'ouest de l'Amérique du Nord.

## Description
P. munitum présente des frondes vert foncé mesurant de 50 à 180 cm de longueur. Le limbe est segmenté mais pas divisé. Les lobes mesurent entre 1 et 15 cm de longueur et possèdent à leur base une pointe orientée vers le haut, rappelant la garde d'une épée. C'est ce qui lui vaut le nom anglophone de «swordfern», «fougère épée». Les sores sont ronds et sont disposés en deux rangées sur la face inférieure des lobes. Ils sont recouverts d'une indusie en forme de parapluie. Les spores sont jaunes.

## Habitat et répartition

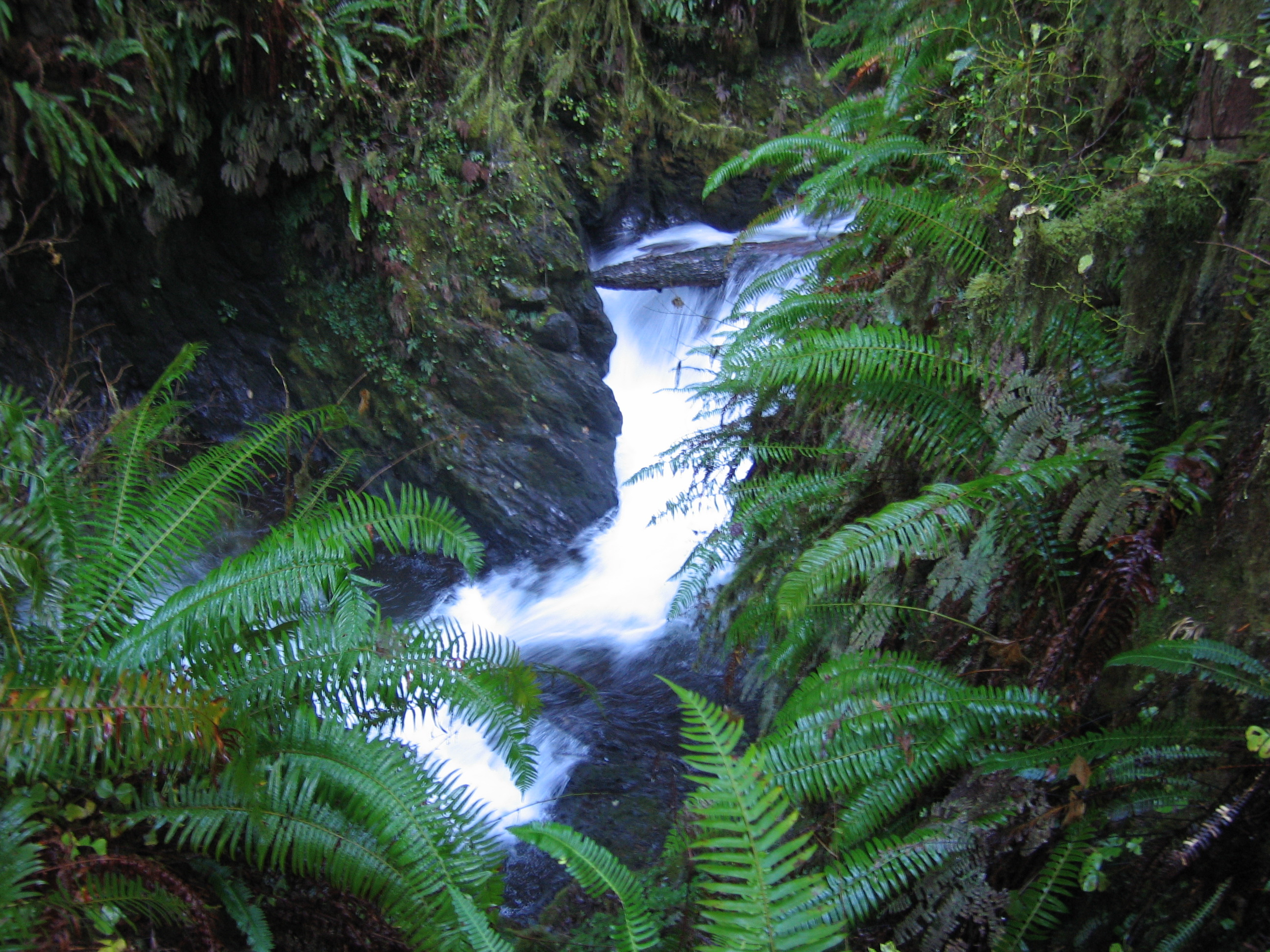
Polystichum munitum près du Lac Quinault

On retrouve P. munitum le long de la côte ouest nord américaine, du sud de l'Alaska au sud de la Californie. À l'est, son aire de répartition s'étend au sud-ouest de la Colombie-Britannique, au nord de l'Idaho et à l'ouest du Montana. Quelques populations isolées sont présentes au nord de la Colombie-Britannique, dans le Dakota du Sud et au large de la Californie, sur l'île Guadalupe.
Cette fougère affectionne les sous-bois de forêts humides de conifères en basse altitude.

## Utilisations
Les rhizomes de P. munitum étaient consommés par différents peuples autochtones lorsque, au printemps, les autres sources de nourriture se faisaient rare.